# Van Helsing (serie televisiva)
Van Helsing è una serie televisiva horror dark fantasy statunitense/canadese del 2016 trasmessa dal 31 luglio 2016 sul canale Syfy negli Stati Uniti. Kelly Overton interpreta il personaggio principale della serie, ispirata alla serie di graphic novel Helsing della casa editrice Zenescope Entertainment. Syfy ha rinnovato Van Helsing per una terza stagione di 13 episodi a dicembre 2017, che andrà in onda il 5 ottobre 2018.
In Italia, la serie è stata pubblicata su Netflix il 17 dicembre 2016.
Il 13 ottobre 2016, Syfy ha rinnovato la serie per una seconda stagione, composta sempre da 13 episodi. Il 19 dicembre 2017 la serie è stata rinnovata per una terza stagione e il 18 dicembre 2018 per una quarta. Nel dicembre del 2019 Syfy ha rinnovato la serie per la quinta e ultima stagione (Thorne Will, December 17, 2019: "Van Helsing' Renewed for Fifth and Final Season at Syfy". Variety. Retrieved December 17, 2019).

## Trama
Van Helsing è ambientato in un futuro prossimo in cui i vampiri sono aumentati ed hanno preso il controllo. Vanessa Van Helsing, una discendente di Abraham Van Helsing, si risveglia da un coma di tre anni dopo la sua presunta morte per ritrovarsi in un mondo post-apocalittico. È l'ultima speranza dell'umanità, poiché la composizione unica del suo sangue le dà la possibilità di trasformare i vampiri in umani. Con questa arma segreta, Vanessa diventa un obiettivo primario per i vampiri. Viene protetta da un marine con l'ordine di tenerla al sicuro e dalla dottoressa che l'ha salvata, così da poter condurre una resistenza contro i vampiri che affliggono i sopravvissuti del mondo.

## Personaggi ed interpreti

### Principali
- Vanessa Van Helsing (stagioni 1-5), interpretata da Kelly Overton,[10][11] l'ultima speranza dell'umanità di condurre un'offensiva per riprendere ciò che è stato portato via agli umani in un mondo post-rivoluzione, dato che la composizione unica del suo sangue le dà la possibilità di trasformare i vampiri in umani.
- Axel Miller (stagioni 1-5), interpretato da Jonathan Scarfe, un marine con un'incontrollabile devozione e lealtà nei confronti del dovere e del suo reparto, nonostante gli anni di isolamento ed infiniti attacchi di vampiri, viene trasformato in vampiro "assetato" alla Fattoria. Successivamente sarà trasformato da Vanessa in umano e diventa immune ai morsi dei vampiri.
- Sam (stagioni 1-4; guest stagione 5), interpretato da Christopher Heyerdahl, un sopravvissuto sordo della Rivolta che si basa sulla propria forza e abilità di osservazione per sopravvivere. Assassino psicopatico che si è fatto mordere da un vampiro  "belva" ed è diventato un vampiro "assetato". Poi è diventato un Avo, viene fatto sacrificare, usato per far rinascere il Signore Oscuro.
- John (stagione 1; guest stagione 3), interpretato da David Cubitt, un sopravvissuto della Rivolta le cui azioni sono alimentate dalla rabbia, dal pregiudizio, dal sospetto e dalla paura, viene ucciso da Vanessa, sospettato di essere l'assassino psicopatico.
- Phil Fleichman/Flesh (stagioni 1-4), interpretato da Vincent Gale, É uno dei primi vampiri trasformati da Julius durante la Rivolta. Dopo la Rivolta, fu uno dei migliori luogotenenti di Julius, che gli assegna il nome di Flesh. Viene morso e trasformato da Vanessa. Dopo aver salvato la moglie e il figlio, non combatte più, per prendersene cura.
- Sarah Carol (soprannominata Doc) (stagioni 1-3; special guest stagioni 4-5), interpretata da Rukiya Bernard, un medico legale e scienziata del Seattleite. Diventa un vampiro ma viene curata da Vanessa. Per tutte le stagioni, viene chiamata con il nome Doc.
- Mohamad (stagioni 1-2; ricorrente stagione 3; guest stagione 5), interpretato da Trezzo Mahoro un ragazzo felice, nonostante tutto il male presente nel mondo. Lui e Sam hanno un forte legame. Viene ucciso e sacrificato da Sam.
- Ted (stagione 1)[12]), interpretato da Tim Guinee, un marine ed amico di Axel Miller.
- Rebecca (stagioni 1-2), interpretata da Laura Mennell, un antico vampiro di alto rango che non vede di buon occhio la vita degli umani, viene uccisa da Antonasia.
- Dmitri (stagioni 1-2), interpretato da Paul Johansson, un vampiro trasformato molto prima della Rivolta. Viene ucciso dall'Avo Abaddon, sotto richiesta di Scarlett.
- Scarlett Van Helsing (stagioni 2-3), interpretata da Missy Peregrym, è la sorella di Vanessa.
- Jolene (stagioni ricorrenti 2–3; stagioni principali 4–5), interpretata da Caroline Cave, un'infermiera di triage in un campo di sopravvissuti umani. È coinvolta sentimentalmente con Doc.
- Ivory (stagione 5; ricorrente stagioni 2-4), interpretata da Jennifer Cheon, è nel gruppo delle Sorelle,e poi nella quarta stagione viene trasformata da Jack e torna ad essere umana e si innamora di Jack.
- Bathory / L'Oracolo "The Oracle" (stagione ospite 2; stagione principale 5; le stagioni 3-4 ricorrenti), interpretata da Jesse Stanley, una ex cacciatrice di vampiri, che diventa una delle damigelle d'onore di Dracula.  È un oracolo enigmatico che guida i vampiri verso il loro destino, in particolare Sam, e in seguito lo trasforma nel quarto vampiro anziano.
- Maddox (stagione 3; stagione principale 4), interpretato da John Cassini, un subalterno di Hansen che è responsabile delle operazioni a Denver.
- Willem / Hansen, alias "The Boss" (stagione principale 4; "special guest star" in "Tra luce ed oscurità"/"Birth Ritual"; guest stagione 5), interpretato da Neal McDonough e Dakota Daulby in (st.4 ep.11), (fidanzato della Contessa Olivia/Dracula) e il capo spietato di Blak-Tek.  Si scopre che è un antico vampiro di nome Willem, aiutante e servitore dei Van Helsing, lavorando per riscattare il tradimento a loro fatto, per sconfiggere il Signore Oscuro. Ha allevato e creato come armi per distruggere Dracula, Jack e Violet. Viene ucciso da Bathory.
- Jackson "Jack" Van Helsing (stagioni 4-5), interpretata da Nicole Muñoz, è la figlia di Vanessa.
- Violet Van Helsing (stagioni 4-5), interpretata da Keeya King, è la figlia di Vanessa.
- Julius (stagioni 1, 4-5; ricorrente stagioni 2-3), interpretato da Aleks Paunovic, era un vampiro,dopo viene morso e trasformato da Vanessa e torna ad essere umano. Nella quinta stagione muore per proteggere Violet.
- Contessa Olivia/ (von) Dracula (stagioni 4-5), interpretata da Tricia Helfer, è il Signore dell'Oscuro.
- Michaela (Stagione 4 ricorrente; Main Stagione 5), interpretata da Heather Doerksen, una damigella di Dracula che è la madre e il leader originale della sorellanza. Alla fine viene intrappolata e uccisa da Jack e Ivory.
- Conte Dalibor von Dracula (stagione 5), interpretato da Kim Coates, sovrano della Transilvania e marito della Contessa Olivia.  Viene trasformato in un vampiro da Dracula e di nuovo in umano da Jack, ma soccombe alle sue ferite.
- Roberto (stagione 5), interpretato da Dan Cade, un cacciatore di vampiri con sede in Transilvania che caccia i membri della sorellanza insieme a Bathory, prima di diventare un vampiro.  In seguito protegge il bambino Christofsz (Jack) Van Helsing, figlio del conte Dalibor e della contessa Olivia, che sarebbe diventato il primo della famiglia Van Helsing.

### Ricorrente
- Dylan (stagioni ricorrenti 1–2, stagioni ospiti 3, 5), interpretata da Hannah Cheramy, è la figlia di Vanessa.  Vanessa alla fine la trova con Rebecca, ma il suo DNA è stato alterato dal dottor Sholomenko in modo che un morso di Vanessa sia fatale.  Vanessa inizialmente cerca di tenerla in vita nutrendo il suo sangue umano. La mamma Vanessa, sfidando il rischio di una sua morte, la ritrasforma in umana con un morso sulla mano, ma muore poiché ora da umana i raggi solari le sono fatali.
- Brendan (stagione 1), interpretata da Terry Chen, il leader de facto di un gruppo di sopravvissuti dell'Idaho. Prendono il controllo dell'ospedale, imprigionando Axel e gli altri. Dopo essersi liberato, Axel manda lui e gli altri sopravvissuti dell'Idaho fuori dall'ospedale per cavarsela da soli. Sopravvive e si unisce alla resistenza, incontrandosi di nuovo con Flesh.
- Quaid (stagione 1), interpretato da Jennifer Copping, un membro della Portland Human Resistance.
- Campbell (stagione 1), interpretato da Ben Cotton, un membro della Resistenza umana di Portland.
- Antonasia (stagioni 1–2), interpretato da Gia Crovatin, un'antica vampira come suo fratello Dmitri. Uccisa da uno sconosciuto incappucciato che si rivela essere Scarlett.
- Gustov (stagione 1), interpretato da John DeSantis, un notevole vampiro di Julius' Brood.
- Catherine (stagione 1), interpretato da Sarah Desjardins, un membro di un gruppo di sopravvissuti dell'Idaho, che ha avuto la fortuna di essere salvata da Vanessa mentre attraversavano Seattle.
- Mama (stagione 1 ricorrente; stagioni ospiti 2, 5), interpretato da Christina Jastrzembska, la madre di Julius, nonché un membro della sua stirpe.  Viene uccisa da Sam mentre cerca di estorcergli informazioni su Mohamad. La mamma stava morendo in un ospedale di beneficenza negli anni '20 quando fu trasformata da Julius nel disperato tentativo di salvarla.  Appare in flashback relativi alle origini di Julius.
- Callie (stagioni ricorrenti 1–3; stagioni ospiti 4–5), interpretato da Macie Juiles, un membro di un gruppo di sopravvissuti dell'Idaho, che dopo essere stata salvata Vanessa, ha stretto un legame con lei.  È nota per la morte di tutti intorno a lei, ma sopravvive sempre.  Aiuta Axel quando è scappato per la prima volta dalla sezione di quarantena chiusa della fattoria, fornendogli sangue in modo che non debba uccidere.  Successivamente, si unisce a un altro gruppo di giovani noto come "i Johnson", dove incontra di nuovo Vanessa.  Dopo che il gruppo si è sciolto, alla fine si unisce alla comunità dei sopravvissuti a Denver e in seguito si presenta per aiutare Ivory.
- Cynthia (stagione 1), interpretato da Avery Konrad, un'adolescente media che in qualche modo è riuscita a sopravvivere a The Rising per tutto il tempo che ha fatto.
- Dottor Sholomenko (stagione 1 ricorrente; stagione 2 ospite), interpretato da Duncan Ollerenshaw, un dottore umano, che è stato costretto a lavorare per Dmitri e Rebecca per creare vampiri che camminano di giorno con componenti del sangue di Vanessa, viene ucciso da Vanessa.
- Scab (stagioni 1–4), interpretato da Rowland Pidlubny, un servitore vampiro della stirpe di Julius che in seguito si unisce alla Sorellanza.  Finisce per uccidere l'umana Frankie, l'amante di Julius, che poi ha giurato vendetta. Viene ucciso da Julius.
- Taka (stagione 1 ricorrente; stagione 2 ospite), interpretato da Ryan Robbins, un leader della Resistenza umana di Portland. Taka si è allineato con Rebecca, che voleva rovesciare Dimitri. Rebecca gli ha promesso "Fox Island" come un luogo in cui gli umani avrebbero potuto vivere senza l'interferenza dei vampiri, viene ucciso da Dmitri.
- Sheema (stagione 1 ricorrente; stagione 2 ospite), interpretato da Naika Toussaint, la sorella di Mohamad, membro della Portland Human Resistance.  È stata scoperta e usata come spia per intrappolare altri membri della resistenza.  Desidera disperatamente essere trasformata in un vampiro e implora Mohamad di convincerne uno a farlo quando è intrappolata sotto le macerie durante l'attacco della resistenza al quartier generale di Dmitri ma è soffocata da Mohamad perché non voleva farla trasformare.
- Magdalene (stagione 1), interpretato da Gwynyth Walsh, un vampiro fedele a Julius che, in quanto umano, era l'ex moglie di Micah.
- Nicole (stagione 1), interpretato da Alison Wandzura, una sopravvissuta trattenuta nel Seattle Valley General Hospital fino a quando non è stata invasa dai vampiri.
- Lucky (stagione 2), interpretato da Andrea Ware, un membro della Portland Human Resistance. Diventa l'amica di Flesh e l'eventuale amante. Si ipotizza aspettasse un figlio da Flesh, si fa esplodere con una bomba a mano per evitare di trasformarsi in vampiro.
- Abaddon (stagioni 2-3), interpretato da Keith Arbuthnot, il primo vampiro anziano e il più anziano vampiro vivente esistente.  Dopo essere stato liberato, promette di servire i Van Helsing, fin quando i Signore Oscuro non risorgerà o verrà distrutto. Viene ucciso da Vanessa.
- Mike (stagioni 2–3), interpretato da Phil Burke, il fidanzato di Chad e co-leader di un gruppo di rifugiati per lo più bambini che si nascondono nei boschi noti come "The Johnsons".
- Chad (stagioni 2-4), interpretato da Donny Lucas, il fidanzato di Mike e co-leader di un gruppo di rifugiati per lo più bambini che si nascondono nei boschi noti come "The Johnsons". Alla fine è uno dei due sopravvissuti rimasti dopo che il gruppo è stato spazzato via, insieme al bambino sopravvissuto Tabby.
- Dottor Bruce Harrison (stagione 2 ricorrente; stagione 3 ospite), interpretato da John Reardon, un essere umano che esegue esperimenti che coinvolgono il vampirismo in una fortezza di montagna. Condivide un misterioso legame con i Van Helsing. Viene ucciso da Scarlett.
- Abigail Van Helsing / The Boss (stagione 2 ricorrente; stagione 3 ospite), interpretato da Andee Frizzell, una scienziata che lavora con il dottor Harrison e afferma di essere la madre di Vanessa e Scarlett. lei è il capo del gruppo al campo scientifico di Crooked Falls. Si sacrifica per aprire la porta per liberare l'Avo Abaddon, imprigionato dai Van Helsing in tempi remoti.
- Lillian "Lily" Van Helsing (stagione 3 ricorrente; stagione 4 ospite), interpretato da Julie Lynn Mortensen, la bisnonna di Vanessa, un membro della famiglia Van Helsing che visse tra la fine del XIX e l'inizio del XX secolo e una cacciatrice di vampiri.  Dopo essere stata trattenuta in animazione sospesa, si risveglia ai giorni nostri.
- B'ah (stagione 3), interpretato da Jennifer Spence, il secondo anziano vampiro che ha combattuto contro Lillian Van Helsing nel 19º secolo.
- Barry (stagione 3), interpretato da Michael Jonsson, uno di un gruppo di sopravvissuti che Vanessa, Scarlett e Axel incontrano a San Francisco.
- Dre (stagione 3), interpretato da Danny Wattley, uno di un gruppo di sopravvissuti che Vanessa, Scarlett e Axel incontrano a San Francisco.
- Marybeth (stagione 3), interpretato da Vanessa Walsh, la leader di un gruppo di sopravvissuti che Vanessa, Scarlett e Axel incontrano a San Francisco.
- Frankie (stagione 3), interpretato da Kendall Cross, un barista di Denver che stringe una relazione con Julius.
- Avery (stagione 4; stagione 5 ospite), interpretato da Anna Galvin, che lavora con Hansen a Fort Collins ed è molto interessata a trovare una "cura" per il vampirismo.  Successivamente, viene uccisa da Bathory che prende la sua forma e la impersona per infiltrarsi a Fort Collins.
- Max Borman (stagione 4), interpretato da Richard Harmon, un sadico direttore della prigione e un contrabbandiere. È un umano potenziato come Axel e Julius e può guarire molto velocemente.
- Sergente Weathers (stagione 5), interpretato da Luvia Petersen un membro dell'esercito che interroga Ivory e Violet, ma in seguito viene convinta da Violet che il presidente è stato sostituito da Dracula e si unisce alla Resistenza.

### Ospiti speciali
- Polly Miller / Carter ("La Sorellina")/("Been Away"), interpretato da Sara Canning, il membro antisociale di un gruppo di sopravvissuti nella città natale di Axel, che è la sorella perduta di Axel.
- Abraham Van Helsing ("Metamorfosi")/("Metamorphosis") st.4 ep.7 e Jacob Van Helsing ("Il Prisma")/("The Prism") st.4 ep.8, interpretato da Michael Eklund. Il primo è il patriarca originale della famiglia Van Helsing che è riuscito in precedenza a intrappolare l'Oscuro, il secondo invece è Il fratello gemello di Abraham, che è stato trasformato in un vampiro da Hansen, e che in seguito diventa il terzo anziano vampiro che Vanessa e Scarlett scoprono intrappolato su un'isola.

## Episodi
| Stagione         | Episodi | Prima TV USA | Pubblicazione Italia |
| ---------------- | ------- | ------------ | -------------------- |
| Prima stagione   | 13      | 2016         | 2016                 |
| Seconda stagione | 13      | 2017         | 2017                 |
| Terza stagione   | 13      | 2018         | 2018                 |
| Quarta stagione  | 13      | 2019         | 2019                 |
| Quinta stagione  | 13      | 2021         | 2021                 |